# 铜瓦殿
铜瓦殿，又名铜佛殿、传灯寺，原名迦叶寺，位于中华人民共和国云南省大理白族自治州宾川县鸡足山镇鸡足山金顶寺下200米处。铜佛殿建於明正德年间，萬曆年間擴建。殿內供奉著銅佛、菩薩造像。寺左有袈裟石，寺右爲传说中摩诃迦叶尊者持衣钵入山处的华首门，现华首门旁有太子阁。1983年4月，国务院批准铜瓦殿为全国汉传佛教重点寺院之一。1989年2月，铜瓦殿（含華首門饮光双塔）被宾川县人民政府公布为县级重点文物保护单位。
- 鸡足山铜瓦殿内铜佛像
- 鸡足山华首门、飲光雙塔和太子阁